# Konrad Ilg
Konrad Ilg (Ermatingen, 25 januari 1877 - Bern, 12 augustus 1954) was een Zwitsers syndicalist en politicus voor de Sociaaldemocratische Partij van Zwitserland uit het kanton Bern.

## Levensloop
Ilg werd in 1898 syndicaal actief in het Schlosserfachverein Zürich. Van 1903 tot 1909 verbleef hij is Lausanne alwaar hij van 1905 tot 1909 voorzitter was van het lokale "slotenmakersvakverbond'. Tevens was hij initiatiefnemer van de fusie van de lokale beroepsverenigingen.
Vervolgens werd hij in 1909 aangesteld als secretaris van de Schweizerische Metallarbeiterverband (SMAV) te Bern en in 1915 was hij initiator van de fusie van deze vakcentrale met de Fédération des ouvriers de l'industrie horlogère tot het Schweizerischen Metall- und Uhrenarbeiterverband (SMUV). In 1915 werd hij SMUV-secretaris van Franstalig Zwitserland (Romandië) en in 1917 voorzitter. Deze functie oefende hij uit tot 1954.
In 1921 volgde hij Alexander Schlicke op als algemeen secretaris van de Internationale Metaalbond (IMB), een functie die hij uitoefende tot 1954. Hij werd in deze hoedanigheid opgevolgd door Adolphe Graedel. 
Daarnaast zetelde hij van 1910 tot 1939 in de Stadtrat Bern en van 1918 tot 1946 in de Grossrat. Tevens was hij van 2 december 1918 tot 1 november 1919 en van 23 januari 1922 tot 30 november 1947 lid van de Nationaal Raad voor het kanton Bern. 
Van 1928 tot 1936 ten slotte was hij vicevoorzitter van de SPS.
- Base de données des élites suisses: 55689
- Gemeinsame Normdatei: 137685351
- Historisch woordenboek van Zwitserland: 004539
- Zwitserse Bondsvergadering: 2386
- Virtual International Authority File: 81837140
- WorldCat: E39PBJvCPd4VVMw6DP9pCtw6Kd